# 심야버스
심야버스(深夜bus)는 주로 심야 시간대에 운행되는 버스다.

## 대한민국
대한민국에서는 서울특별시, 부산광역시, 인천광역시, 경기도, 제주특별자치도 등지의 일부 지역에서 시내버스의 형태로 운영중이다. 또한 시외버스(또는 고속버스)의 형태로는 전국 각지를 연결하는 광역 교통편으로 운행중이다. 다만 수도권은 이음1, 반디1, 반디1-1, 반디2, 이음2, 33, 33-1, 500-1A번 심야버스와 부산의 경우는 심야 141, 183, 1000, 1002, 1004번은 주간노선과 심야노선 경로가 완전히 다른 게 특이사항이다.

2011년 8월 1일부터 전라남도 화순군에 화순읍내로 가는 심야버스를 신설하였다.
2013년 4월부터 서울특별시에 심야전용버스 N26번과 N37번을 시범 운행하였으며, 반응이 좋자, 그 뒤에 노선을 추가로 신설하였다. 해당 노선은 N13, N15, N16, N26, N30, N31, N37, N51, N61, N62, N64, N72, N73, N75다. 2017년까지 약 4년동안 서울시 올빼미버스를 이용한 이용객은 1100만 명을 돌파한 것으로 나타났다.이는 빅데이터를 효과적으로 활용한 사례로 꼽힌다. 서울시 올빼미버스의 인기에 힘입어 2017년 서울시는 우크라이나에 올빼미버스의 노하우를 전수하기로 결정했다.
| 연번 | 업체명                              | 노선번호 | 기~종점                               | 운행대수 | 운행거리 | 배차간격 |
| ---- | ----------------------------------- | -------- | ------------------------------------- | -------- | -------- | -------- |
| 1    | 흥안운수, 한국BRT                   | N13      | 상계7단지 ~ 송파공영차고지            | 8대      | 74.5km   | 25~30분  |
| 2    | 동아운수, 우신운수                  | N15      | 우이동 ~ 사당역(남태령역)             | 8대      | 76.0km   | 30분     |
| 3    | 서울교통네트웍, 아진교통 , 양천운수 | N16      | 도봉산역 광역환승센터 ~ 온수동        | 8대      | 76.1km   | 25~30분  |
| 4    | 메트로버스, 다모아자동차            | N26      | 개화역 광역환승센터 ~ 중랑공영차고지  | 8대      | 72.3km   | 30~35분  |
| 5    | 서울승합                            | N30      | 강동공영차고지 ~ 서울역 버스 환승센터 | 4대      | 45.5km   | 30~35분  |
| 13   | 선진운수 , 한국BRT                  | N73      | 구산동차고지~ 송파공영차고지          | 8대      | 76.0km   | 25~30분  |
| 6    | 대원여객 , 대진여객                 | N31      | 강동공영차고지 ~ 국민대               | 8대      | 73.7km   | 25~30분  |
| 7    | 한국BRT, 제일여객                   | N37      | 송파공영차고지 ~ 진관공영차고지       | 8대      | 69.0km   | 25분     |
| 8    | 범일운수, 한성여객                  | N51      | 시흥동 ~ 하계동                       | 8대      | 77.4km   | 25~30분  |
| 9    | 관악교통, 삼화상운 , 영인운수       | N61      | 양천공영차고지 ~ 상계7단지            | 12대     | 90.0km   | 15~30분  |
| 10   | 도원교통, 경성여객                  | N62      | 양천공영차고지 ~ 면목8동              | 8대      | 72.3km   | 30분     |
| 11   | 공항버스, 삼성여객                  | N64      | 개화역 광역환승센터 ~ 염곡동          | 8대      | 70.3km   | 30분     |
| 12   | 보광교통 , 유성운수 , 북부운수      | N72      | 은평공영차고지 ~ 중랑공영차고지       | 9대      | 70.4km   |          |
| 14   | 제일여객 , 한남여객                 | N75      | 진관공영차고지 ~ 서림동               | 8대      | 88.2km   | 25분     |
|      |                                     |          |                                       |          |          |          |

## 일본

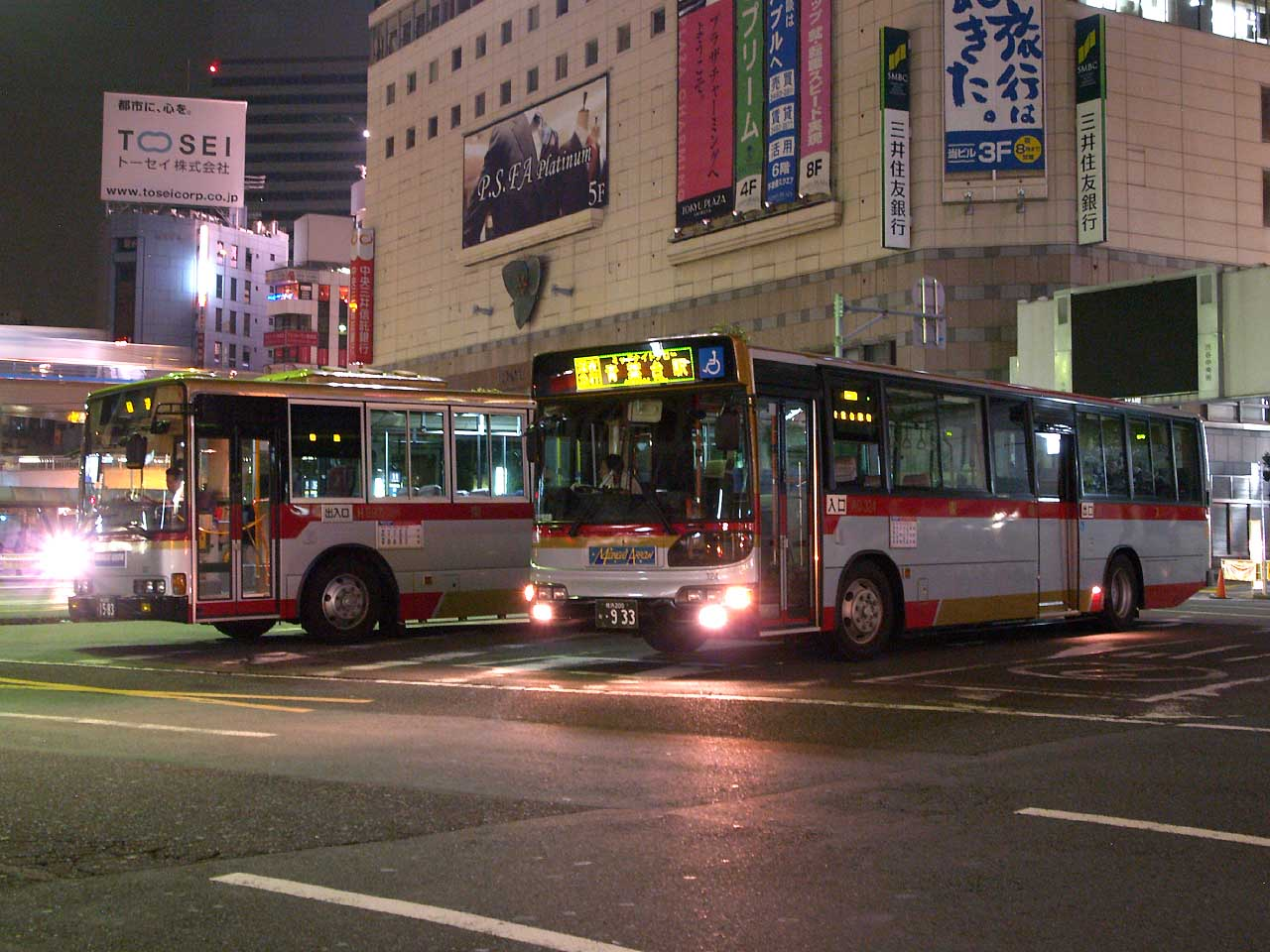
일본의 심야버스

일본에서는 심야 급행 버스와 심야 중거리 버스가 운행되고 있다.

## 중국·홍콩

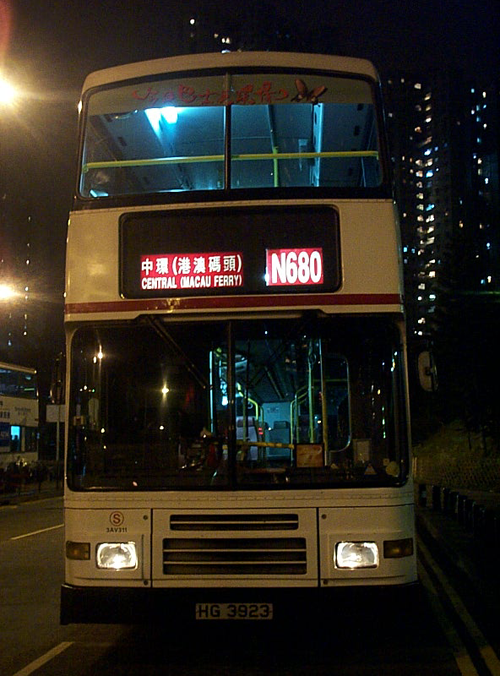
홍콩의 심야버스 N680번